# Воробьёв, Александр Иванович (генерал-майор)
Алекса́ндр Ива́нович Воробьёв(28 августа 1910, Ставрополь-Кавказский — 30 мая 1960) — советский военный и государственный деятель, генерал-майор.
Член КПСС.

## Биография
Родился в 1910 году в Ставрополе.
Окончил курсы офицеров Генштаба при Высшей военной академии, академические курсы при Военной академии БТ и МВ, ВАК при Военной академии Генштаба ВС СССР.
В 1932—1941 — командир танка Т-37, командир танкового взвода Т-37, командир учебного танкового взвода Т-37, командир танкового эскадрона 16-го механизированного полка 16-й кавалерийской дивизии, командир батареи, командир учебного танкового эскадрона 39-го танкового полка 16-й кавалерийской дивизии, и.д. заместителя командира, командир батальона средних танков 29-го танкового полка 15-й танковой дивизии.
Участник Великой Отечественной войны: командир батальона Сталинградского АБТЦ, офицер Генштаба при 1-м танковом корпусе, офицер Генштаба при 2-м танковом корпусе Воронежского фронта, начальник штаба 112-й танковой бригады 6-го танкового корпуса, врид командира 44-й гвардейской танковой бригады
В 1945—1960 — и.д. командира, и.д. начальника штаба, командир 44-го гвардейского танкового полка (ГСОВГ), командир 14-го гвардейского танкового полка, начальник штаба 4-й гвардейской танковой дивизии, командир 31-й гвардейской механизированной дивизии, командир 25-й гвардейской мотострелковой дивизии, командир 66-й гвардейской мотострелковой дивизии.
Умер в 1960 году в Черновцах.

## Награды
- Орден Красного Знамени (28.08.1944, 1945, 31.08.1945, 1953)
- Орден Богдана Хмельницкого II степени (23.09.1944)
- Орден Отечественной войны I степени (07.01.1944)
- Орден Красной Звезды (05.11.1943, 1948)
- Орден Полярной Звезды
- Орден Virtuti Militari V класса